# Anes
Anes és un agregat del municipi de Bellver de Cerdanya. Està situat a la solana del terme municipal, situat a la dreta del Segre, al camí d'Ordèn a Talltendre. Actualment consta d'un mas i d'una església romànica de finals del segle xi o començaments del XII dedicada a Sant Mamet. Prop del mas es troba la cova d'Anes on s'han trobat restes de l'edat del bronze.